# Pronume demonstrativ
În morfologie, pronumele demonstrativ este un cuvânt gramatical, din clasa pronumelor, care se referă la entități despre care indică în general apropierea ori depărtarea lor față de vorbitor (în unele limbi și față de destinatarul comunicării), în spațiu sau în timp. Entitățile respective pot fi obiecte sau ființe pe care vorbitorul le arată în spațiu, dar pot fi și obiecte, ființe, concepte, idei sau acțiuni despre care vorbitorul indică faptul că sunt cunoscute pentru că a mai fost vorba despre ele, ori pentru că din diverse motive sunt prezente în mintea destinatarului. Pronumelor demonstrative le corespund adjective demonstrative care, în funcție de limbă, pot fi de aceeași formă sau de formă mai mult sau mai puțin diferită de cea a pronumelor.
Sunt în general considerate pronume demonstrative cuvintele corespunzătoare celor românești acesta și acela (forme de bază), dar sunt diferențe între gramatici ale diverselor limbi privitoare la ce categorii de cuvinte sunt considerate pronume demonstrative (vezi mai jos secțiunile despre limba franceză și limbile sârbă și croată). Pe de altă parte există diferențe între limbi în a distinge două sau mai multe grade de apropiere/depărtare.

## În limba română
Gramaticile tradiționale ale limbii române disting mai multe categorii de pronume demonstrative. Acestea au forme diferite după gen și număr, precum și două forme cazuale: de nominativ-acuzativ și de genitiv-dativ. Există totodată și forme specifice registrelor de limbă: pe de o parte forme elevate și curente, pe de altă parte forme familiare.

### Pronumele demonstrative de apropiere și de depărtare
Formele de apropiere:
| Caz   | Singular           | Singular           | Singular      | Singular      | Plural        | Plural   | Plural            | Plural            |
| Caz   | masculin și neutru | masculin și neutru | feminin       | feminin       | masculin      | masculin | feminin și neutru | feminin și neutru |
| Caz   | elevat/curent      | familiar           | elevat/curent | familiar      | elevat/curent | familiar | elevat/curent     | familiar          |
| ----- | ------------------ | ------------------ | ------------- | ------------- | ------------- | -------- | ----------------- | ----------------- |
| N.-A. | acesta             | ăsta               | aceasta       | asta          | aceștia       | ăștia    | acestea           | astea             |
| G.-D. | acestuia           | ăstuia             | acesteia      | asteia/ăsteia | acestora      | ăstora   | acestora          | ăstora            |

Formele de depărtare:
| Caz   | Singular           | Singular           | Singular      | Singular | Plural        | Plural   | Plural            | Plural            |
| Caz   | masculin și neutru | masculin și neutru | feminin       | feminin  | masculin      | masculin | feminin și neutru | feminin și neutru |
| Caz   | elevat/curent      | familiar           | elevat/curent | familiar | elevat/curent | familiar | elevat/curent     | familiar          |
| ----- | ------------------ | ------------------ | ------------- | -------- | ------------- | -------- | ----------------- | ----------------- |
| N.-A. | acela              | ăla                | aceea         | aia      | aceia         | ăia      | acelea            | alea              |
| G.-D. | aceluia            | ăluia              | aceleia       | ăleia    | acelora       | ălora    | acelora           | ălora             |

Pronumele de depărtare din registrele elevat și curent are și forme reduse, identice cu ale articolului demonstrativ:
| Caz   | Singular           | Singular | Plural   | Plural            |
| Caz   | masculin și neutru | feminin  | masculin | feminin și neutru |
| ----- | ------------------ | -------- | -------- | ----------------- |
| N.-A. | cel                | cea      | cei      | cele              |
| G.-D. | celui              | celei    | celor    | celor             |

Acest pronume se folosește numai în anumite construcții:
- În una din acestea este urmat de un atribut care îl determină: cel de dincolo[3].
- În altă construcție este considerat parte a unui pronume relativ compus. După unii gramaticieni, acesta este cazul numai când este urmat de pronumele relativ ce[4][5], ex. Cel ce-a plecat nu s-a mai întors[5]. După alții este vorba de pronume relativ compus și cu relativul care, ex. Nu totdeauna are dreptate cel care țipă mai tare. În această viziune, combinația introduce o propoziție subiectivă[6].

Formele de feminin singular aceasta, asta, aceea și aia se folosesc și cu valoare neutră, adică referitoare la entități ce nu se caracterizează prin gen, precum concepte, acțiuni etc., dar numai la nominativ-acuzativ, iar când au funcție de subiect, predicatul fiind nominal și numele predicativ exprimat printr-un adjectiv, acordul acestuia se face la genul neutru (cu excepția adjectivului bun). Exemple: Aceasta nu este recomandabil, Asta-i frumos din partea ta, Asta-i bună! Asta și aia se pot referi și la obiecte, indiferent de genul acestora, aflate în prezența vorbitorului și a destinatarului, însoțind arătarea lor printr-un gest.
Formele pronumelor demonstrative de apropiere și de depărtare se folosesc ca atare și ca adjective demonstrative, dar numai postpuse substantivului determinat, cele antepuse fiind ușor diferite ca formă.

### Pronumele demonstrativ de identitate
Acest pronume nu are forme familiare specifice și se folosește identic și ca adjectiv pronominal:
| Caz   | Singular           | Singular  | Plural    | Plural            |
| Caz   | masculin și neutru | feminin   | masculin  | feminin și neutru |
| ----- | ------------------ | --------- | --------- | ----------------- |
| N.-A. | același            | aceeași   | aceiași   | aceleași          |
| G.-D. | aceluiași          | aceleiași | acelorași | acelorași         |

### Pronumele demonstrative de diferențiere
Forme de depărtare:
| Caz   | Singular           | Singular           | Singular      | Singular  | Plural        | Plural    | Plural            | Plural            |
| Caz   | masculin și neutru | masculin și neutru | feminin       | feminin   | masculin      | masculin  | feminin și neutru | feminin și neutru |
| Caz   | elevat/curent      | familiar           | elevat/curent | familiar  | elevat/curent | familiar  | elevat/curent     | familiar          |
| ----- | ------------------ | ------------------ | ------------- | --------- | ------------- | --------- | ----------------- | ----------------- |
| N.-A. | celălalt           | ălălalt            | cealaltă      | ailaltă   | ceilalți      | ăilalți   | celelalte         | alelalte          |
| G.-D. | celuilalt          | ăluilalt           | celeilalte    | ăleilalte | celorlalți    | ălorlalți | celorlalte        | ălorlalte         |

Există și o formă de apropiere, dar numai în registrul familiar:
| Caz   | Singular           | Singular              | Plural     | Plural            |
| Caz   | masculin și neutru | feminin               | masculin   | feminin și neutru |
| ----- | ------------------ | --------------------- | ---------- | ----------------- |
| N.-A. | ăstălalt           | astălaltă             | ăștilalți  | astelalte         |
| G.-D. | ăstuilalt          | ăsteilalte/asteilalte | ăstorlalți | ăstorlalte        |

Pronumele demonstrative de diferențiere se folosesc cu aceeași formă și ca adjective pronominale.

## În alte limbi

### În limba franceză
Formele pronumelor demonstrative franceze sunt diferite de cele ale adjectivelor pronominale corespunzătoare. Apropierea și depărtarea se marchează prin așa-numitele particule -ci, respectiv -là.
| Singular          | Singular         | Singular           | Singular         | Singular                                              | Plural            | Plural          | Plural              | Plural             |
| masculin          | masculin         | feminin            | feminin          | neutru                                                | masculin          | masculin        | feminin             | feminin            |
| apropiere         | depărtare        | apropiere          | depărtare        | apropiere/depărtare                                   | apropiere         | depărtare       | apropiere           | depărtare          |
| ----------------- | ---------------- | ------------------ | ---------------- | ----------------------------------------------------- | ----------------- | --------------- | ------------------- | ------------------ |
| celui-ci „acesta” | celui-là „acela” | celle-ci „aceasta” | celle-là „aceea” | ceci „aceasta”, cela „aceasta, aceea”, ça „asta, aia” | ceux-ci „aceștia” | ceux-là „aceia” | celles-ci „acestea” | celles-là „acelea” |

Observații:
- Indicarea apropierii și a depărtării prin aceste pronume nu este atât de netă în franceză ca în română. Dintre pronumele cu valoare neutră, cela și ça le indică în mod egal. Doar ceci, limitat la registrul elevat, indică net apropierea. În cazul formelor masculine și feminine, cele cu -ci indică net apropierea, dar în vorbire, cele cu -là au tendința să exprime și apropierea dacă nu trebuie stabilită o opoziție între entități după gradul de depărtare[8].
- Pronumele ça a fost inițial o variantă redusă a lui cela, folosită în registrul familiar. În limba actuală aparține și registrului curent, cela fiind limitat la registrul elevat. Exemplu: Cela/Ça ne me plaît pas „Aceasta/Asta nu-mi place”[9].
- Mai există o formă neutră, ce, singura identică cu o formă de adjectiv demonstrativ, una din cele două de masculin singular. Ce neutru este folosit în general referitor la entități abstracte, de exemplu: Il refuse de m’aider, et ce après m’avoir fait les plus belles promesses „Refuză să mă ajute, după ce că mi-a promis marea cu sarea” (literal „…, și aceasta după ce mi-a făcut cele mai frumoase promisiuni”). Tot la o entitate abstractă se referă ce ca subiect gramatical al verbului être „a fi”, de exemplu în La difficulté, c’est de décider „Dificultatea este să hotărăști”. În această formă, ce se poate referi și la obiecte, și chiar la ființe, persoane, de exemplu în construcții de prezentare: C’est nous „Noi suntem”[10].
- Formele masculine și feminine se folosesc și fără particulele de apropiere, respectiv depărtare, fiind în acest caz corespunzătoare pronumelor românești cel, cea, cei, cele: Celui qui prendra l’épé périra par l’épé „Cine ridică sabia, de sabie va pieri”, Son cœur est aussi pur que celui d’un enfant „Inima sa este tot atât de curată ca cea a unui copil”[7].

De menționat că în gramaticile tradiționale ale limbii franceze, pronume demonstrative sunt considerate numai cele de mai sus. Echivalentul pronumelui demonstrativ de identitate și al celui de diferențiere sunt considerate pronume nehotărâte.

### În limbile sârbă și croată
În limbile sârbă și croată, pronumele demonstrative se folosesc cu aceleași forme și ca adjective pronominale, indicând trei grade de apropiere/depărtare. Formele lor sunt:
| Apropiere/ Depărtare | Singular           | Singular | Singular           | Plural             | Plural | Plural              |
| Apropiere/ Depărtare | masculin           | neutru   | feminin            | masculin           | neutru | feminin             |
| -------------------- | ------------------ | -------- | ------------------ | ------------------ | ------ | ------------------- |
| Apropiere            | ovaj „acesta”      | ovo      | ova „aceasta”      | ovi „aceștia”      | ova    | ove „acestea”       |
| Depărtare medie      | taj „acesta/acela” | to       | ta „aceasta/aceea” | ti „aceștia/aceia” | ta     | te „acestea/acelea” |
| Depărtare            | onaj „acela”       | ono      | ona „aceea”        | oni „aceia”        | ona    | one „acelea”        |

Aceste pronume se declină ca adjectivele nepronominale, având, în afară de forma de nominativ (cea de mai sus), încă cinci forme cazuale.
Gradele de apropiere/depărtare se pot ilustra cu următorul exemplu:
| Ceea ce este lângă/la vorbitor | Ceea ce este lângă/la destinatar | Ceea ce nu este nici lângă/la vorbitor, nici lângă/la destinatar |
| ------------------------------ | -------------------------------- | ---------------------------------------------------------------- |
| Evo ti ova knjiga,             | ti meni daj tu,                  | a ona na stolu ne treba mi                                       |
| „Uite cartea asta pentru tine, | tu dă-mi-o mie pe aceea,         | iar cea de pe masă nu-mi trebuie”                                |

Formele de neutru se referă atât la obiecte cu nume de genul neutru sau de gen neidentificabil, cât și la entități abstracte. Exemple: Šta je ono na krovu? „Ce e aceea pe acoperiș?”, Priča se da je izbio štrajk, ali ja o tome nisam obavešten „Se zice că a izbucnit o grevă, dar eu nu sunt informat despre asta”.

### În limba maghiară
În gramaticile limbii maghiare sunt considerate pronume demonstrative mai multe cuvinte, care nu variază după gen, această categorie gramaticală fiind străină limbii maghiare. Aceleași forme ca ale pronumelor pot fi folosite și ca adjective. Acestea sunt:
| Apropiere                                  | Apropiere                                | Depărtare                                  | Depărtare                               |
| Singular                                   | Plural                                   | Singular                                   | Plural                                  |
| ------------------------------------------ | ---------------------------------------- | ------------------------------------------ | --------------------------------------- |
| ez „acesta/aceasta”                        | ezek „aceștia/acestea”                   | az „acela/aceea”                           | azok „aceia/acelea”                     |
| ugyanez „același/aceeași”                  | ugyanezek „aceiași/aceleași”             | ugyanaz „același/aceeași”                  | ugyanazok „aceiași/aceleași”            |
| mindez „toate acestea”                     | mindezek „toți aceștia/toate acestea”    | mindaz „toate acelea”                      | mindazok „toți aceia/toate acelea”      |
| ilyen „ca acesta/aceasta”                  | ilyenek „ca aceștia/acestea”             | olyan „ca acela/aceea”                     | olyanok „ca aceia/acelea”               |
| ugyanilyen „la fel ca acesta/aceasta”      | ugyanilyenek „la fel ca aceștia/acestea” | ugyanolyan „la fel ca acela/aceea”         | ugyanolyanok „la fel ca aceia/acelea”   |
| efféle „de felul acesta”                   | effélék „de felul acesta”                | afféle „de felul acela”                    | affélék „de felul acela”                |
| ekkora „atâta (de mare/mic/mică)”          | ekkorák „atâta (de mari/mici)”           | akkora „atâta (de mare/mic/mică)”          | akkorák „atâta (de mari/mici)”          |
| ugyanekkora „tot atâta (de mare/mic/mică)” | ugyanekkorák „tot atâta (de mari/mici)”  | ugyanakkora „tot atâta (de mare/mic/mică)” | ugyanakkorák „tot atâta (de mari/mici)” |
| ennyi „atâta/atâția/atâtea”                | –                                        | annyi „atâta/atâția/atâtea”                | –                                       |
| ugyanennyi „tot atâta/atâția/atâtea”       | –                                        | ugyanannyi „tot atâta/atâția/atâtea”       | –                                       |

Observații:
- Pronumele demonstrative de bază sunt ez și az. Celelalte, în afară de ilyen și olyan, sunt compuse din cele de bază și alte cuvinte. În unele din pronumele compuse, consoana z este asimilată de consoana inițială a componentului următor.
- Formele de apropiere se deosebesc de cele de depărtare și fonetic, prin gradul de anterioritate a vocalelor pe care le conțin, fără a se ține seama de cele din componentele secundare ale pronumelor compuse. Astfel, formele de apropiere conțin vocale anterioare, iar cele de depărtare – posterioare.
- Foarte frecvent, formele de depărtare se folosesc în propoziție principală ca antecedent al unei propoziții subordonate: Azt mondta, hogy esik az eső „A spus că plouă”[16]. La acestea se pierde indicarea depărtării.
- Pronumele az, azok se folosește și pentru evitarea confuziei referitoare la subiectul propoziției: A kislány intett a papájának. Az rögtön odalépett „Fetița i-a făcut semn tatălui său. Acesta a venit la ea imediat”[17].
- În maghiară, numele predicativ nu poate fi subînțeles. Pentru a evita repetarea lui, se folosește pronumele az, azok: Magyar vagy? – Az vagyok. „Ești maghiar? – Sunt.”[17]
- Pronumele mindez și mindaz sunt compuse cu mind „toți/toate”, de aceea, deși sunt la singular ca formă, corespund în română cu „toate acestea/acelea” cu valoare neutră.
- Pronumele ugyanez, ugyanaz; ennyi, annyi și ugyanennyi, ugyanannyi nu au corespondente românești aparte pentru apropiere și depărtare.
- Pronumele ugyanez/ugyanaz corespund pronumelui demonstrativ de identitate românesc, care nu are forme aparte pentru apropiere și depărtare.
- Nici pronumele ekkora/akkora, ugyanekkora/ugyanakkora, ennyi/annyi și ugyanennyi/ugyanannyi nu au corespondente românești care să indice apropierea și depărtarea.
- Pronumele ennyi/annyi și ugyanennyi/ugyanannyi nu au formă de plural, dar se pot referi și la mai multe entități numărabile, și la ceva nenumărabil.